# احمدآباد (زرندیه، شرق)
احمدآباد یک روستا در ایران است که در دهستان حکیم‌آباد بخش مرکزی شهرستان زرندیه واقع شده‌است. براساس سرشماری مرکز آمار ایران در سال ۱۳۹۵، این روستا کمتر از سه خانوار جمعیت داشته‌است.